# コフネヤシ油
コフネヤシ油(Cohune oil)は、中央及び南アメリカ原産のコフネヤシの種子から得られる油脂である。
他のヤシ製品とともに、コフネヤシ油は、先コロンブス期の中央アメリカの文化、特にマヤ文明で用いられていたと信じられている。用途は、潤滑剤、調理、石鹸製造、ランプオイル等である。
コフネヤシ油の脂肪酸組成は、以下である。
| 脂肪酸       | 割合  |
| ------------ | ----- |
| カプリル酸   | 7.5%  |
| カプリン酸   | 6.5%  |
| ラウリン酸   | 46.5% |
| ミリスチン酸 | 16.0% |
| パルミチン酸 | 9.5%  |
| ステアリン酸 | 3.0%  |
| オレイン酸   | 10.0% |
| リノール酸   | 1.0%  |

## 流通
コフネヤシの実を開くのは難しいため、通常流通はしない。しかし、ブラジル、グアテマラ、ホンジュラスのマヤ人の一部は、未だ製造、利用を続けている。